# Carphone Warehouse
The Carphone Warehouse Group PLC — найбільший європейський роздрібний продавець мобільних телефонів з 1700-ми салонами в Європі. Магазини мережі розташовані в Сполученому Королівстві. За межами Великої Британії та Ірландії мережа носить назву «The Phone House».